# Villanueva de la Sierra
Villanueva de la Sierra è un comune spagnolo di 639 abitanti situato nella comunità autonoma dell'Estremadura.